# Elpidios Brachamios
Elpidios Brachamios (mittelgriechisch Ἐλπίδιος Βραχάμιος; † nach 1034) war ein byzantinischer Rebell, der sich 1034 in Antiochia gegen Kaiser Michael IV. erhob.

## Leben
Der Patrikios Elpidios war vermutlich ein Vertrauter des Konstantin Dalassenos, der noch unter Kaiser Basileios II. zum Katepan von Antiochia ernannt worden war, und könnte zu dieser Zeit als Taxiarch amtiert haben. Im Frühjahr 1034 setzte sich Elpidios, der einer der wohlhabendsten Familien der Stadt angehörte, an die Spitze einer Revolte der Antiochener, die sich gegen die Fiskalpolitik der von Johannes Orphanotrophos geleiteten Regierung auflehnten und den kaiserlichen Steuereintreiber Salibas umbrachten. Der  Katepan Niketas, wie Johannes ein Bruder des neuen Kaisers, schlug den Aufstand brutal nieder. Elpidios und zehn weitere reiche Antiochener wurden gefangen genommen und nach Konstantinopel überstellt, wo sie für mehrere Jahre inhaftiert wurden. Johannes Orphanotrophos nahm die Rebellion des Elpidios außerdem zum Anlass, den potenziellen Rivalen Konstantin Dalassenos unter dem Vorwurf, eine Usurpation gegen Michael IV. zu planen, zu verbannen und anschließend ebenfalls in Konstantinopel festzusetzen.